# جوني كوك (ملاكم)
جوني كوك (بالإنجليزية: Johnny Cooke) (17 ديسمبر 1934 في المملكة المتحدة - 29 يونيو 2024) هو ملاكم بريطاني، صنّف ضمن فئة الوزن المتوسط ووزن الخفيف والوزن المتوسط الخفيف ‏ ووزن خفيف الوسط ‏ ووزن الويلتر.

## إحصائيات
خاض خلال مسيرته 93 نزالا، تعادل في 7.

## روابط خارجية
- جوني كوك على موقع بوكس ريك (الإنجليزية) (registration required)